# There Were Seven
There Were Seven – siódmy album studyjny brytyjskiego zespołu The Herbaliser, wydany 8 października 2012 roku w Wielkiej Brytanii nakładem własnej wytwórni zespołu, Department H jako: płyta CD oraz płyta winylowa (2LP), w nakładzie ograniczonym do 450 kopii. Tego samego dnia zespół udostępnił na swojej stronie w serwisie Bandcamp wersję digital download (15 plików MP3 lub FLAC)

## Album

### Muzyka
Jake Wherry i Ollie Teeba, członkowie The Herbaliser rozpoczęli swoją działalność od umiejętnego łączenia ścieżek dźwiękowych filmów noir z muzyką funk i hip-hop, wprowadzając jednocześnie elementy jazz i soul do trip hopu i przyczyniając się w połowie lat 90. do zdefiniowania brzmienia wytwórni Ninja Tune. Do tych rozwiązań (oraz do doświadczeń z lat późniejszych) powrócili przy okazji realizacji swojego siódmego albumu studyjnego. Wspomagali ich w tym zaproszeni goście, wśród nich wokalistka Hannah Clive (w „The Lost Boy”), kanadyjski duet rapowy Twin Peaks (w „Danny Glover”), poeta i raper George the Poet (w „A Sad State Of Affairs”) czy duet Teenburger. Choć w There Were Seven słyszalny jest znajomy podział na utwory instrumentalne i wokalne, to album jest zdecydowanym odejściem od popowego nastroju Same as It Never Was z 2008 roku.

### Lista utworów
| 1.  | Return Of The Seven                                  | 2:14  |
|     |                                                      |       |
| 2.  | The Lost Boy                                         | 4:19  |
|     |                                                      |       |
| 3.  | Welcome To Extravagance                              | 4:17  |
|     |                                                      |       |
| 4.  | Mother Dove                                          | 6:29  |
|     |                                                      |       |
| 5.  | Zero Hill                                            | 3:07  |
|     |                                                      |       |
| 6.  | Take 'Em On                                          | 3:57  |
|     |                                                      |       |
| 7.  | A Sad State Of Affairs                               | 2:59  |
|     |                                                      |       |
| 8.  | Setting Up                                           | 3:54  |
|     |                                                      |       |
| 9.  | Crimes And Misdemeanours                             | 3:15  |
|     |                                                      |       |
| 10. | What You Asked For                                   | 3:40  |
|     |                                                      |       |
| 11. | March Of The Dead Things (Night Of The Necromantics) | 3:14  |
|     |                                                      |       |
| 12. | Deep In The Woods                                    | 2:45  |
|     |                                                      |       |
| 13. | Inside The Machine                                   | 6:12  |
|     |                                                      |       |
| 14. | Danny Glover                                         | 3:29  |
|     |                                                      |       |
| 15. | Move As One                                          | 2:53  |
|     |                                                      |       |
|     |                                                      | 56:44 |
|     |                                                      |       |

| A1. | Return Of The Seven                                                       | 2:14  |
|     |                                                                           |       |
| A2. | The Lost Boy featuring Hannah Clive                                       | 4:19  |
|     |                                                                           |       |
| A3. | Welcome To Extravagance                                                   | 4:17  |
|     |                                                                           |       |
| B1. | Mother Dove                                                               | 6:29  |
|     |                                                                           |       |
| B2. | Zero Hill featuring Twin Peaks                                            | 3:07  |
|     |                                                                           |       |
| B3. | Take 'Em On                                                               | 3:57  |
|     |                                                                           |       |
| B4. | A Sad State Of Affairs featuring George The Poet                          | 2:59  |
|     |                                                                           |       |
| C1. | Setting Up                                                                | 3:54  |
|     |                                                                           |       |
| C2. | Crimes & Misdemeanours featuring Twin Peaks                               | 3:15  |
|     |                                                                           |       |
| C3. | What You Asked For                                                        | 3:40  |
|     |                                                                           |       |
| C4. | March Of The Dead Things (Night Of The Necromantics) featuring Teenburger | 3:14  |
|     |                                                                           |       |
| D1. | Deep In The Woods                                                         | 2:45  |
|     |                                                                           |       |
| D2. | Inside The Machine                                                        | 6:12  |
|     |                                                                           |       |
| D3. | Danny Glover featuring Twin Peaks                                         | 3:29  |
|     |                                                                           |       |
| D4. | Move As One                                                               | 2:53  |
|     |                                                                           |       |
|     |                                                                           | 56:44 |
|     |                                                                           |       |

### Personel
Zestawienie według AllMusic:
- The Herbaliser – aranżacje, główny artysta, producent muzyczny, programowanie
- Jake Wherry – gitara, gitara basowa, keyboardy, kompozytor, inżynier dźwięku
- Ollie Teeba – programowanie perkusji, keyboardy, scratching
- Adam Phillips – gitara
- James Morton – keyboardy, saksofon altowy
- Micah Moody – perkusja
- Oliver Parfitt – klawinet, organy Hammonda
- Peter Hope – harmonijka ustna, drumla
- D. Pyper, T. Wallace – kompozytorzy
- George the Poet, Hannah Clive, Teenburger, Twin Peaks (artyści gościnni)
- Easy Access – aranżacje na róg
- No Sleep Nigel – miksowanie
- Stuart Hawkes – mastering
- Matt Humphrey – zdjęcia
- Openmind – design, ilustracje

## Odbiór

### Opinie krytyków
| Oceny łączne | Oceny łączne |
| Publikacja   | Ocena        |
| ------------ | ------------ |
| Metacritic   | 84/100       |
| Recenzje     |              |
| Publikacja   | Ocena        |
| AllMusic     | [ 4 ]        |
| Clash        | 8/10         |
| Exclaim!     | 7/10         |

Album otrzymał średnią ocenę 84 na 100 na podstawie 4 recenzji krytycznych w zestawieniu Metacritic.
Ian Roullier z BBC uważa, iż „stylistyczna i emocjonalna różnorodność There Were Seven może być natychmiastowa, ale zaleca się pełne zanurzenie w bogatym dźwiękowym świecie albumu, aby docenić jego pełną chwałę. Dlatego wielokrotne słuchanie tego doskonale zrealizowanego albumu jest przyjemnością”.
„There Were Seven nie jest może wielką ewolucją, ale wciąż sprawia wrażenie rewolucji” – ocenia Alan Ranta z magazynu Exclaim!.
Kate Blower z magazynu Clash jest zdania, ze „szeroko eklektyczny album [There Were Seven] to bardzo udany powrót”.
Według Davida Jeffriesa z AllMusic 15 utworów to trochę zbyt duża dawka jak na jeden raz dla nowicjuszy, ale The Herbaliser „powracają do świetności i żaden fan nie powinien tego pominąć”.